# Mercedes-Benz SS
Mercedes-Benz SS – samochód sportowy produkowany przez niemiecką firmę Mercedes-Benz w latach 1928-1934. Wyposażony był on w otwarte nadwozie i składany dach. Samochód był napędzany przez silnik o pojemności 7,1 l. 

## Dane techniczne[2]
- Silnik: 7,1 l (7065 cm³)
- Układ zasilania: Gaźnik
- Średnica × skok tłoka: b.d.
- Stopień sprężania: b.d.
- Skrzynia biegów: 4-biegowa manualna
- Moc maksymalna: 170 KM (102,5 kW) (ze sprężarką: 225 KM ;165 kW)
- Maksymalny moment obrotowy: 520 Nm
- Prędkość maksymalna: 192 km/h
- Przyspieszenie 0-100km/h: 10.1s
- Średnie spalanie: 20.6l/100km
- Masa własna pojazdu: 1700KG